# Cachanilla (gentilicio)

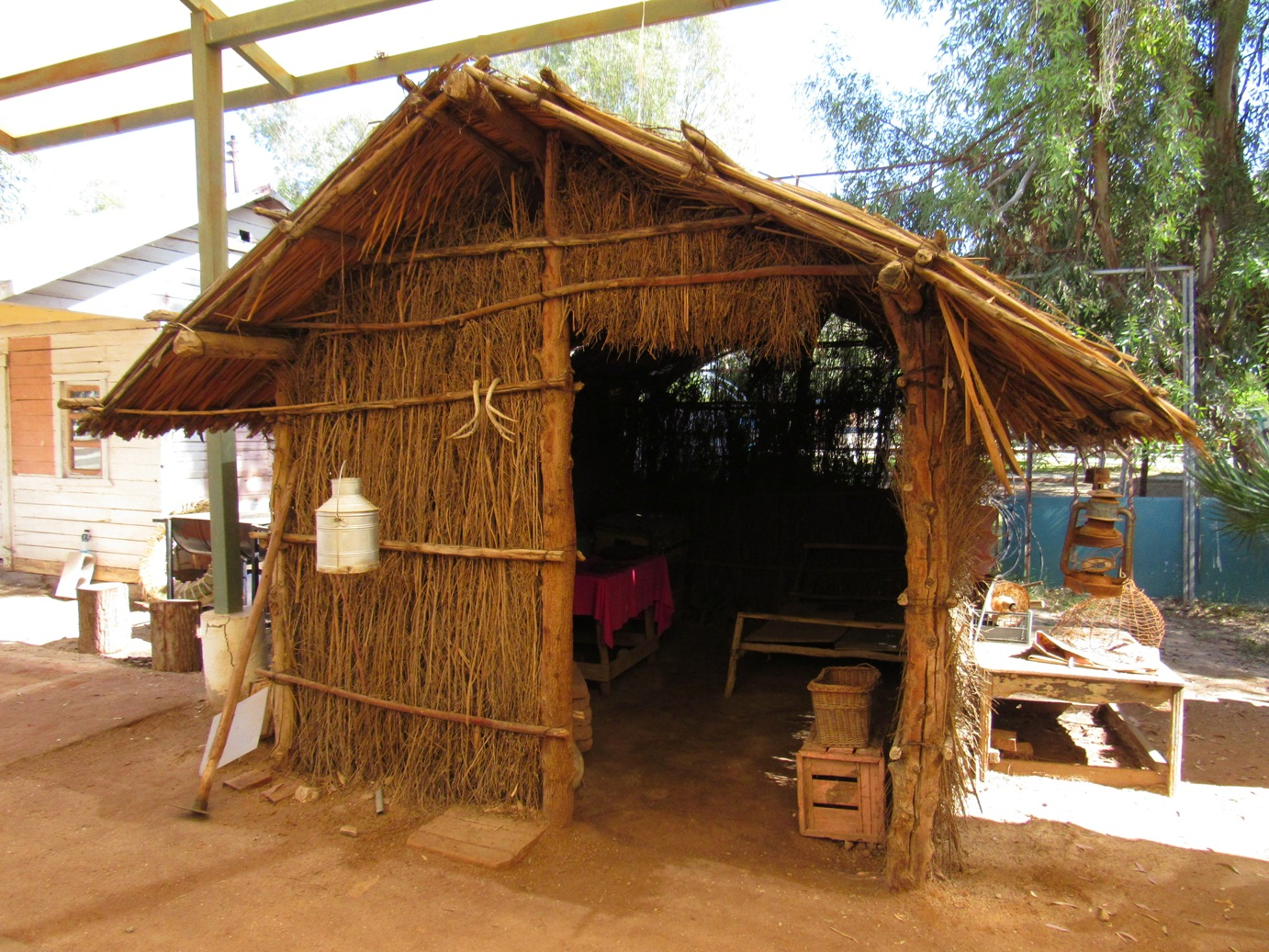
En el Museo Comunitario del Asalto a las Tierras, ubicado en Michoacán de Ocampo, municipio de Mexicali, B. C., se encuentra esta réplica de una choza hecha de cachanilla, como aquellas en las que habitaron los primeros pobladores de la ciudad y valle de Mexicali, es debido a esto que se utiliza el gentilicio informal: "cachanilla" para referirse a los mexicalenses.

Cachanilla es originalmente el nombre común de la planta silvestre de fresco aroma Pluchea sericea, abundante en el desierto de Vizcaíno en Baja California y en el desierto del Colorado.
Desde el gobierno de Esteban Cantú en 1919, inició el uso del término "cachanilla" como gentilicio para los habitantes de Mexicali, (Ciudad de Mexicali y Valle de Mexicali, ambos en el Municipio de Mexicali). 
En ese tiempo migraron gente del poblado Cachanía (hoy Santa Rosalía B.C.S.) hacia el naciente Mexicali, en los cuales el nombre era común en ellos, el cual se fue popularizando cada vez más.
Dice la tradición que se les decía las cachanillas al incipiente caserío que se levantaba en las márgenes del Arroyo del Álamo, y todo el Valle de Mexicali. Los primeros colonos aprendieron de los grupos indígenas de la región la manera de hacer chozas con las varas secas de esta planta aromática, revestida con lodo secado al sol.
El autor Antonio Valdez Herrera inmortalizó mundialmente el gentilicio en su corrido Puro Cachanilla, interpretado por Caín Corpus en década de 1960, sin embargo fue mayormente popularizada en México por la interpretación del cantante Gilberto "Sahuaripa" Valenzuela.